# Pontiac Star Chief
Pontiac Star Chief – samochód osobowy klasy pełnowymiarowej produkowany pod amerykańską marką Pontiac w latach 1954–1966.

## Pierwsza generacja

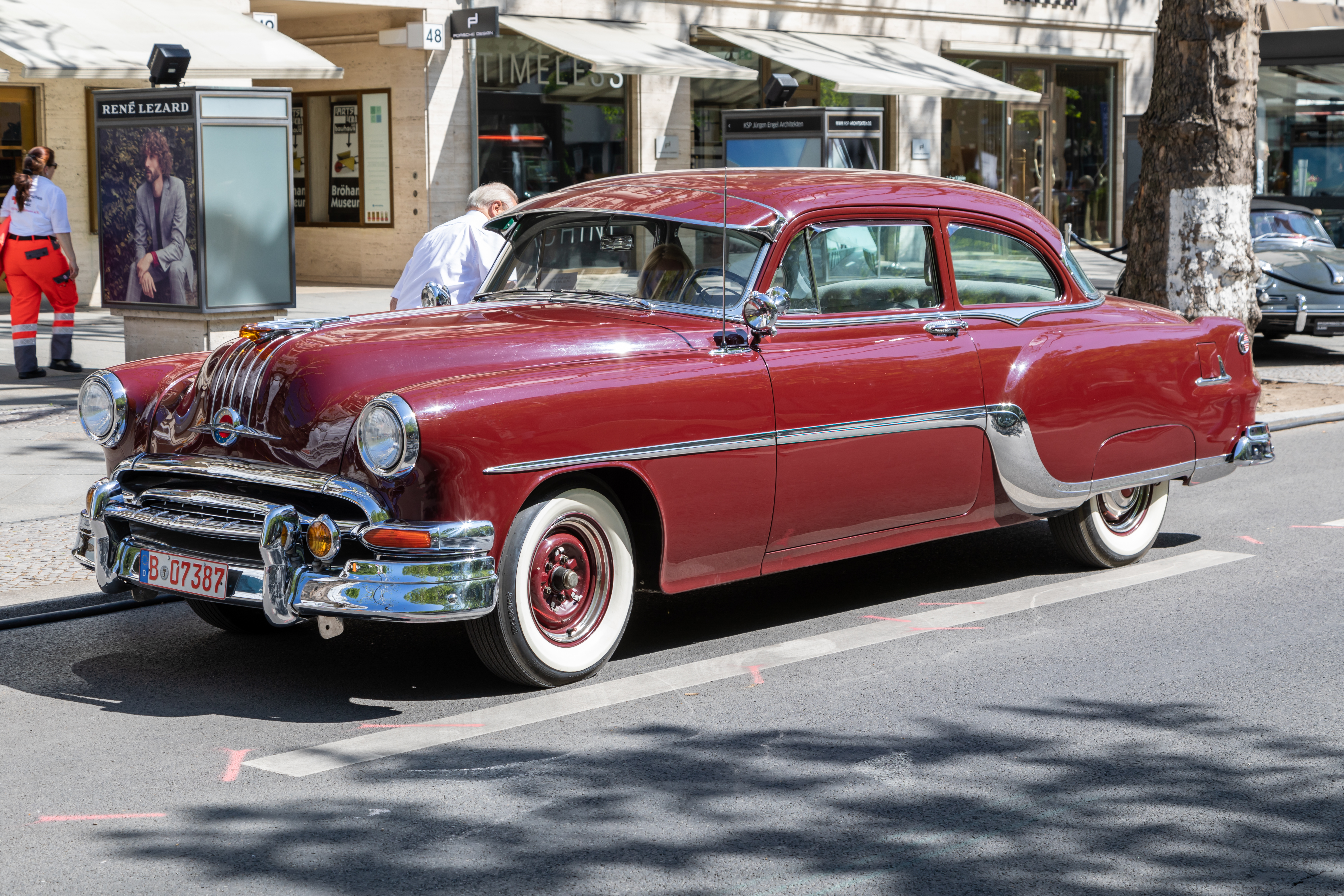
Pontiac Star Chief I Coupe

Pontiac Star Chief I został zaprezentowany po raz pierwszy w 1954 roku.
Model Star Chief pojawił się w ofercie Pontiaka jako następca linii Streamliner. W stosunku do poprzednika, pierwsza generacja topowego modelu amerykańskiego producenta wyróżniała się podobnymi proporcjami nadwozia i akcentami stylistycznymi.
Pontiac Star Chief pierwszej generacji miał obłe, wyraźnie zaznaczone linie nadkoli, na czele z tylnym, które do połowy zakrywało koło. Z przodu widoczna była duża chromowana atrapa chłodnicy, a także szeroko rozstawione okrągłe reflektory.

### Silnik
- L8 4.0l

## Druga generacja

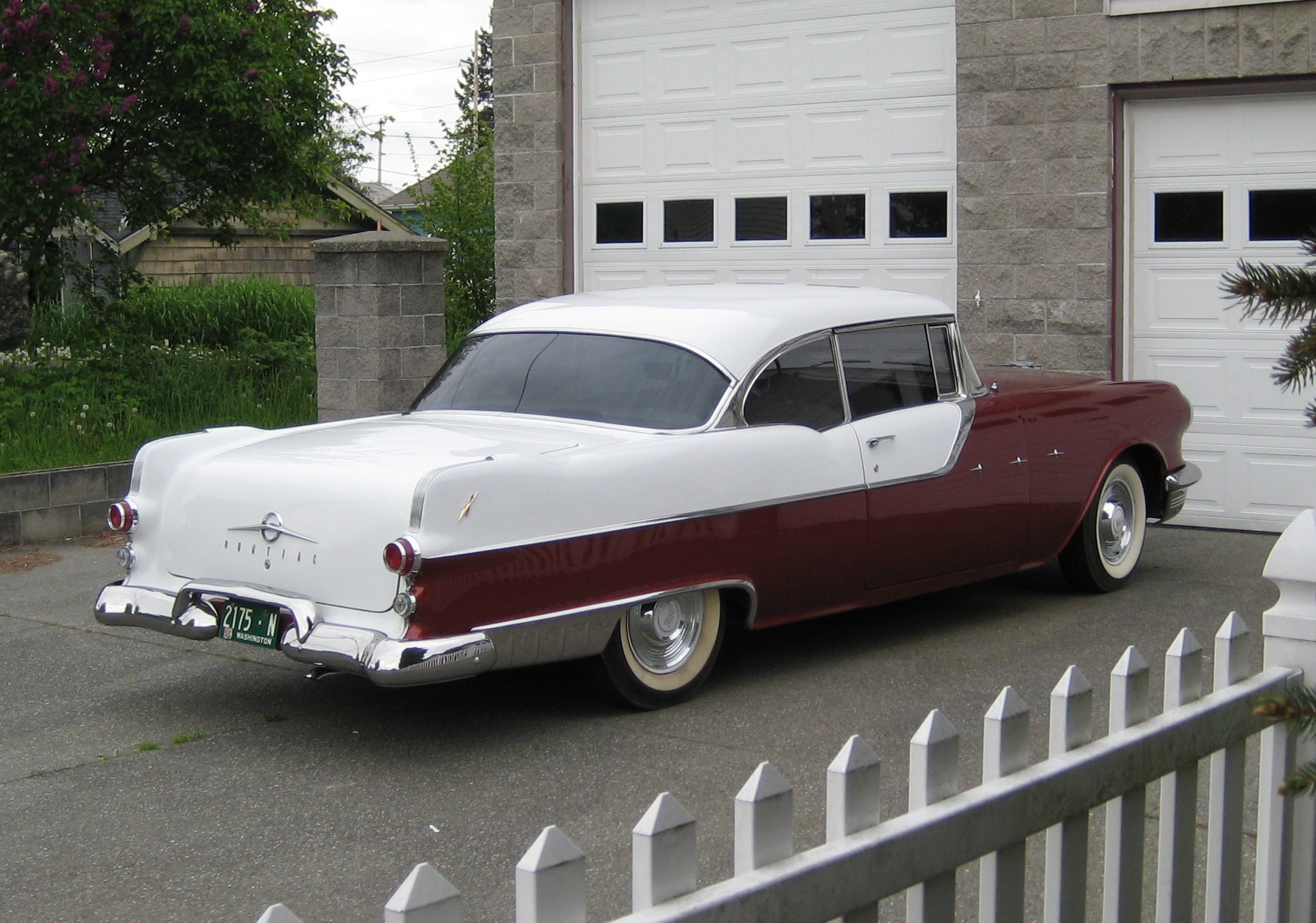
Pontiac Star Chief II - tył

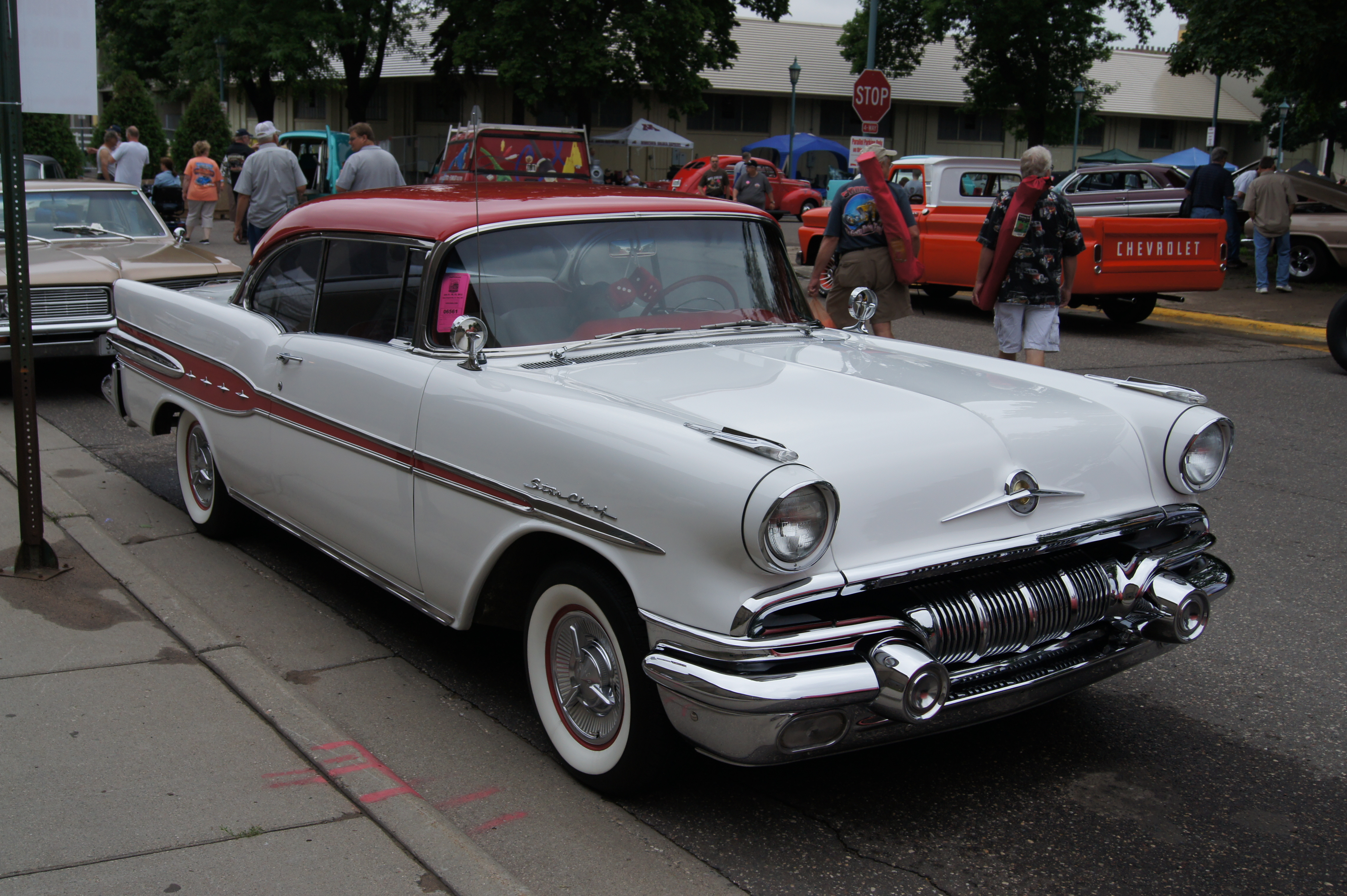
Pontiac Star Chief II po liftingu

Pontiac Star Chief II został zaprezentowany po raz pierwszy w 1955 roku.
Druga generacja linii modelowej Star Chief przeszła ewolucyjny zakres modyfikacji w stosunku do poprzednika. Nadwozie stało się dłuższe, przechodząc z tej strony najrozleglejsze modyfikacje. Błotniki zyskały ostrzejsze kształty, z wyraźniej zarysowanymi kantami i zmodyfikowanym układem lamp.

### Restylizacje
Podczas obecności rynkowej, Pontiac Star Chief drugiej generacji przeszedł dwie modernizacje, które zmianami objęły zarówno przednią, jak i tylną część nadwozia.

### Silniki
- V8 4.7l
- V8 5.2l
- V8 5.7l

## Trzecia generacja

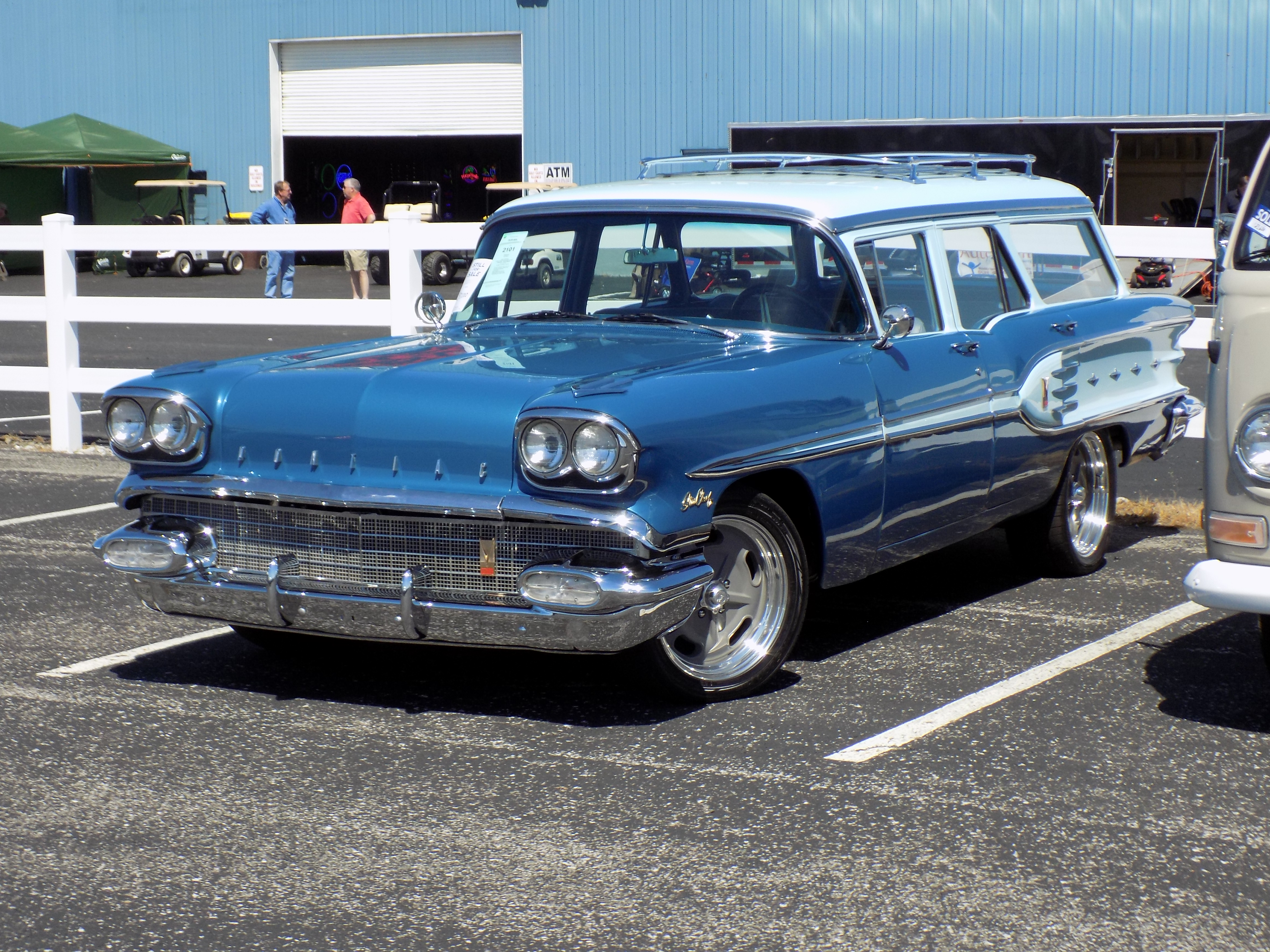
Pontiac Star Chief III Kombi

Pontiac Star Chief III został zaprezentowany po raz pierwszy w 1957 roku.
Trzecia generacja modelu Star Chief przeszła obszerną modernizację. Podobnie jak pokrewny model Chieftain, nadwozie stało się znacznie masywniejsze i odeszło od zokrągleń obecnych w poprzedniku.
Z przodu pojawiły się wysoko osadzone, podwójne reflektory, z kolei tuż pod nim umieszczono dużą, szeroką chromowaną atrapę chłodnicy biegnącą przez całą szerokość karoserii. Nadwozie stało się masywniejsze, zyskując podwójne malowanie.

### Silniki
- V8 5.7l
- V8 6.1l

## Czwarta generacja

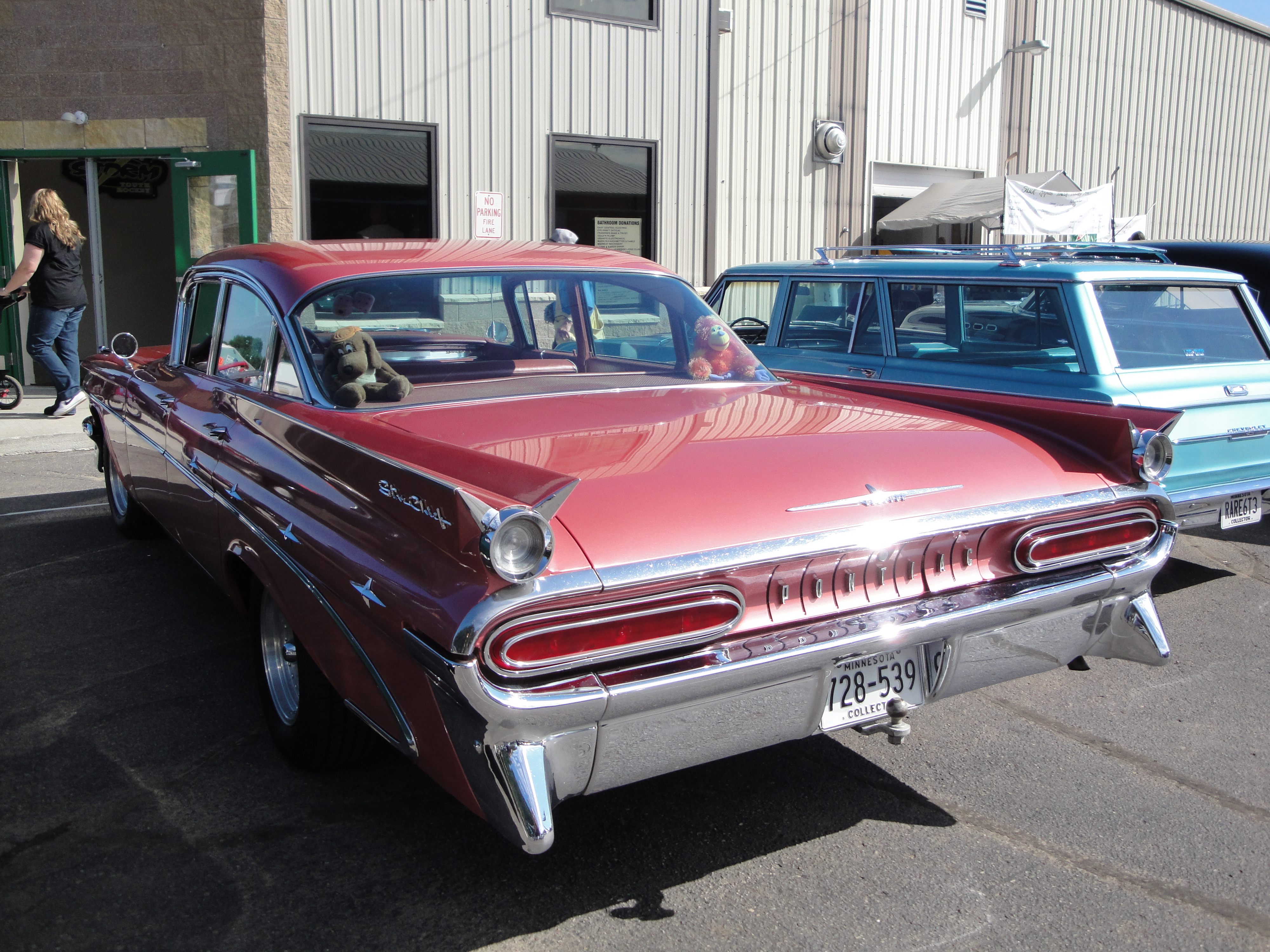
Pontiac Star Chief IV - tył

Pontiac Star Chief IV został zaprezentowany po raz pierwszy w 1958 roku.
Prezentacja czwartej generacji modelu Star Chief przyniosła kolejne obszerne modyfikacje. Samochód zyskał smuklejszą sylwetkę z dużą, dwuczęściową atrapą chłodnicy z nowym logo producenta, a także charakterystyczny podłużny tył, który zwieńczony został ostro zakończonymi krawędziami nadkoli. Tylne lampy zyskały kształt podłużnych, szeroko rozstawionych owali.

### Silnik
- V8 6.4l

## Piąta generacja

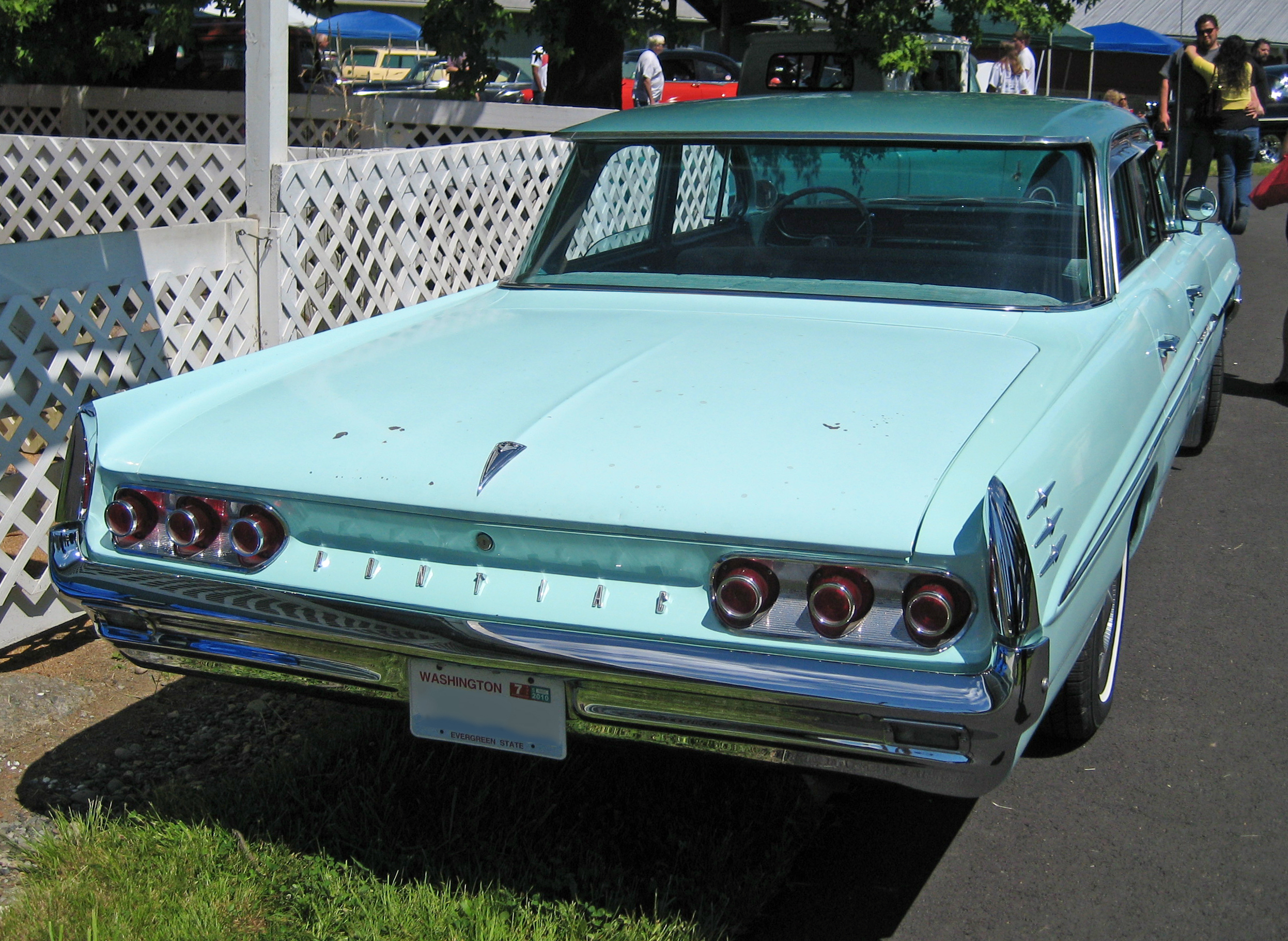
Pontiac Star Chief V - tył

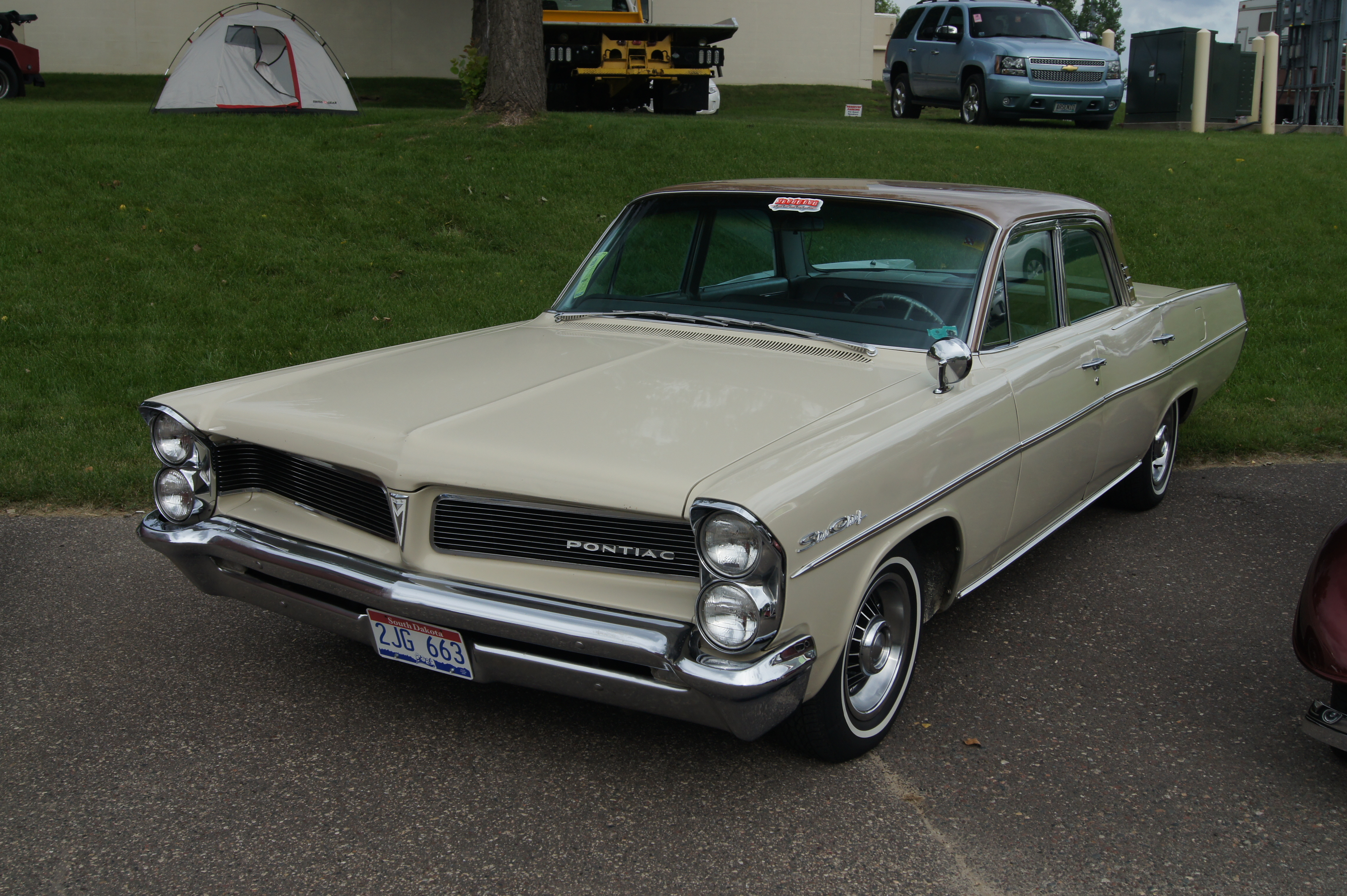
Pontiac Star Chief V po liftingu

Pontiac Star Chief V został zaprezentowany po raz pierwszy w 1961 roku.
Piąta generacja modelu Star Chief stanowiła rozwinięcie koncepcji stylistycznej poprzednika. Pas przedni ponownie zdobiła duża, dwuczęściowa atrapa chłodnicy o elipsoidalnym kształcie, z kolei tył zdobiły ostro zakończone nadkola z potrójnymi lampami złożonymi z pojedynczych, niewielkich kloszy.

### Restylizacje
Podczas obecności na rynku piątek generacji modelu Pontiac Star Chief, samochód przeszedł 3 obszerne restylizacje. Największą przeprowadzono w 1964 roku, kiedy to pas przedni zmienił radykalnie wygląd. Pojawiły się pionowo umieszczone podwójne reflektory i szeroka atrapa chłodnicy.

### Silnik
- V8 6.4l

## Szósta generacja

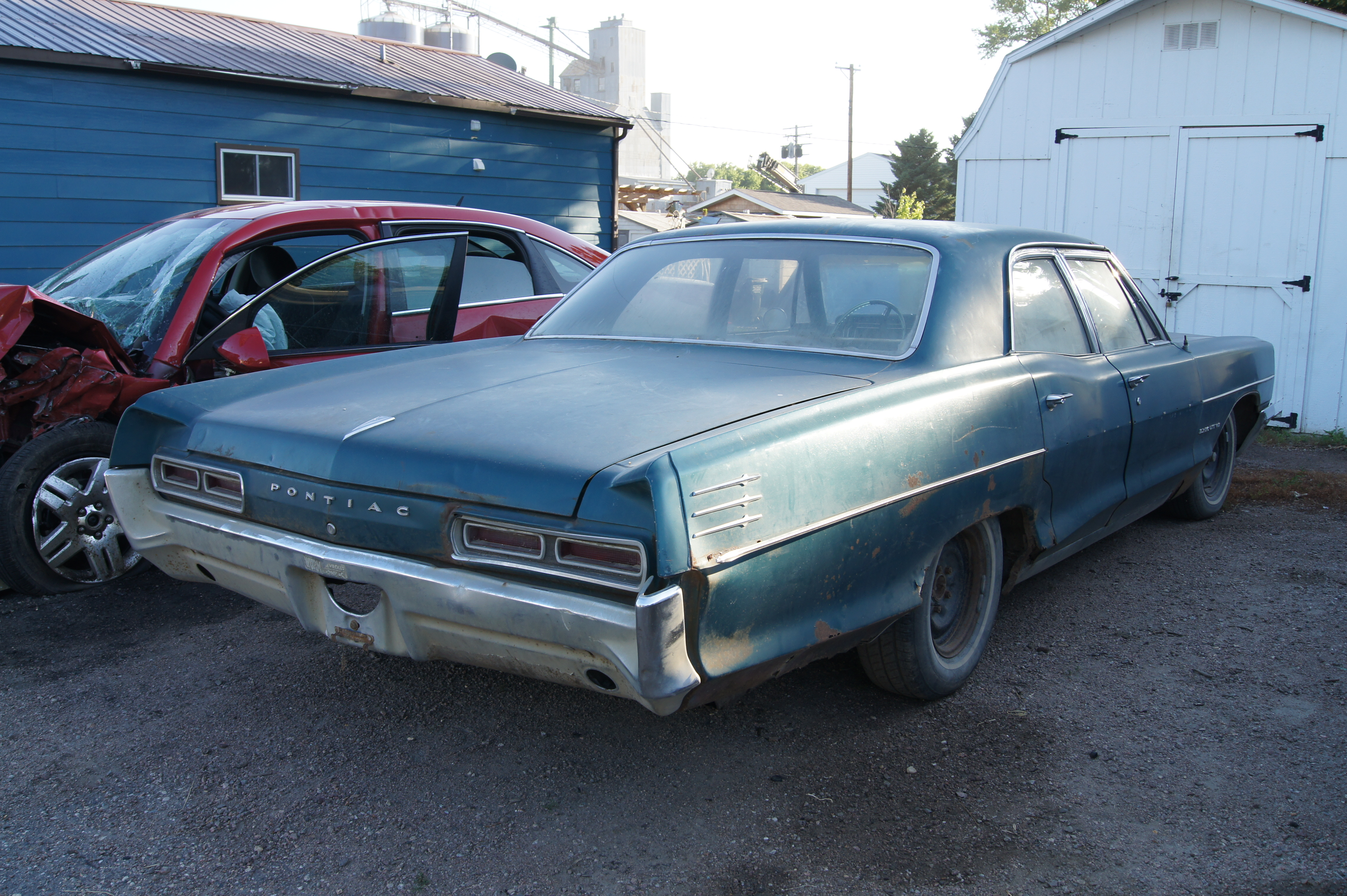
Pontiac Star Chief VI - tył

Pontiac Star Chief VI został zaprezentowany po raz pierwszy w 1965 roku.
Szósta i zarazem ostatnia generacja Pontiaka Star Chief stanowiła rozwinięcie koncepcji stylistycznej ze zmodernizowanej, piątej generacji z późnych lat produkcji.
W ten sposób, z przodu ponownie pojawiły się podwójne, pionowo umieszczone reflektory, a także duża dwuczęściowa atrapa chłodnicy.

### Koniec produkcji i następca
Tylna część nadwozia zyskała podłużny kształt, a zwieńczyły ją wąskie, dwuczęściowe lampy. Po zakończeniu produkcji w 1966 roku, model Star Chief zastąpiła szósta generacja równolegle dotychczas oferowanej linii modelowej.

### Silnik
- V8 6.4l